# Philip Barth (Schauspieler)
Philip Barth (* 17. Mai 1988 in Mainz) ist ein deutscher Schauspieler, Regisseur und Dramatiker. Seit Januar 2011 ist er künstlerischer und regieführender Leiter am freien Theater Junge Bühne Mainz.

## Leben
Philip Barth begann seine schauspielerische Arbeit in der Spielzeit 2005/2006 am Staatstheater Mainz im damaligen Jugendensemble, dem er bis Ende der Spielzeit 2008/2009 angehörte. In dieser Zeit war Philip Barth in verschiedenen Rollen in Jugendtheaterproduktionen zu erleben, so beispielsweise als Poseidon, Antinoos und Polyphem in Eine Odyssee von Ad de Bont oder als Albert in Anja Hillings Jugenddrama Sinn. Seit 2008 folgten auch erste professionelle Sprechrollen für Fernsehproduktionen.
Von 2009 bis 2012 absolvierte Philip Barth seine Schauspielausbildung am Theaterhaus Mitte in Berlin am dort beheimateten Schauspielstudio Martz & Walker, die er im August 2012 mit dem angestrebten Ausbildungs-Zertifikat abschloss. Seitdem arbeitet Philip Barth hauptsächlich als Theaterschauspieler in diversen Engagements, aber auch für Kino-, Film- und Fernsehproduktionen. Gastspiele führten ihn u. a. an das Theater im Pfalzbau Ludwigshafen, das Nationaltheater Mannheim und das Maxim Gorki Theater Berlin. Einem größeren Fernsehpublikum stellte er sich mit Episodenrollen in den Fernsehserien 112 – Sie retten dein Leben, Danni Lowinski, Alles was zählt und Ein Fall für zwei vor.
Seit Beginn der Saison 2011 ist er außerdem künstlerischer und regieführender Leiter des freien Theaters Junge Bühne Mainz, für das er seitdem regelmäßig Produktionen inszeniert und Stücke oder Spielfassungen schreibt. Seine 2017 zur Premiere gebrachte Inszenierung von Arthur Schnitzlers „Reigen“ wurde in das Arthur Schnitzler Archiv in Freiburg im Breisgau aufgenommen. Philip Barths Inszenierung von Friedrich Schillers „Die Räuber“ (Premiere: 2018) ist Gegenstand des in mehreren Sprachen erhältlichen Lehrfilms „Schillers Räuber“ der MedienLB. In seinen Inszenierungen für die Junge Bühne Mainz wirkt Philip Barth auch häufig als Schauspieler mit, meist in Nebenrollen, gelegentlich jedoch auch in Hauptrollen. Zu seinen großen Schauspielrollen in eigenen Regiearbeiten zählen die des Zettel in William Shakespeares Ein Sommernachtstraum und die des Prospero in Shakespeares Der Sturm.
Im Juni 2016 realisierte Philip Barth mit seinem Team und Ensemble das erste eigene Theaterfestival des freien Theaters Junge Bühne Mainz unter dem Titel PopUp – Theatertage für Junges Schauspiel. Aufgrund des Erfolges wurde das Festival mittlerweile als jährliches Event in das Programm des Theaters Junge Bühne Mainz integriert.
Ergänzend zu seiner Schauspielausbildung und parallel zu seinen Engagements absolvierte Philip Barth ein Studium in Theaterwissenschaft, Germanistik und Philosophie an der Johannes Gutenberg-Universität Mainz, das er im Juli 2014 mit dem akademischen Grad des Magister artium abschloss. Er lebt in Mainz und Berlin.

## Filmografie (Auswahl)

### Schauspieler
- 2008: 112 – Sie retten dein Leben (Fernsehserie, Episode 1.74)
- 2009: Danni Lowinski (Fernsehserie, Episode 1.6)
- 2010: A Killer’s Destiny (Kino-Kurzfilm)
- 2011: Memory Love (Abschlussfilm, Filmakademie Ludwigsburg)
- 2012: Frau Niemand und Herr Unbekannt (Kino-Doku mit Spielszenen)
- 2012: Thomas Rhodes (Abschlussfilm)
- 2013: Alles was zählt (Fernsehserie, Episoden 1882–1883)
- 2015: Ein Fall für zwei (Krimiserie, Episode 307)
- 2015: The Darkest Nothing – Paraphrenia (Kinofilm)[7]
- 2018: Schillers Räuber – Ein Drama des Sturm und Drang (Dokumentarfilm)[8]

### Regisseur
- 2007: Radio Unfertig – Forever Young – Staatstheater Mainz, filmische Spielzeitpersiflage
- 2012: Von der Rolle – männlich, weiblich, menschlich – Filmproduktion Stadt Mainz/Landesfilmdienst RLP/Junge Bühne Mainz
- 2013: Waldgeist Pip und die schöne Fee – Junge Bühne Mainz, Filmsequenzen für die Theaterproduktion Pinocchio
- 2016: Wie die Angst kam – Animationsfilm (für die Theaterproduktion Das zweite Dschungelbuch, Junge Bühne Mainz)
- 2017: Zwei Augen und ein Grinsen – Animationsfilm (für die Theaterproduktion Alice im Wunderland, Junge Bühne Mainz)
- 2020: Aladin & die Wunderlampe – Der Märchenfilm zum Mitspielen[9]

## Theater (Auswahl)

### Schauspieler
- 2006: heimatlos und sehnsuchtstoll (HR) – Jugendensemble Staatstheater Mainz (Brecht-Collage)
- 2007: Hilfe, die Herdmanns kommen! (HR) – Staatstheater Mainz, Adventskalender
- 2007: Schnitt ins Fleisch (NR) – Jugendensemble Staatstheater Mainz
- 2008: Eine Odyssee (HR) – Jugendensemble Staatstheater Mainz
- 2008: Ox und Esel (HR) – Staatstheater Mainz, Adventskalender
- 2009: Sinn (HR) – Jugendensemble Staatstheater Mainz
- 2010: Rette mich! (HR) – Junge Bühne Mainz
- 2011: Drachengasse 13 – Junge Bühne Mainz
- 2011: Helden! (HR) – Junge Bühne Mainz
- 2011: Satoe – Gesegnete Heimat (HR) – Staatstheater Mainz in Zusammenarbeit mit Label Noir Berlin
- 2012: Frühlings Erwachen (NR) – Junge Bühne Mainz
- 2012: Satoe – Gesegnete Heimat (HR) – Theater im Pfalzbau Ludwigshafen (Gastspiel: Staatstheater Mainz)
- 2012/2013: Wie der kleine Löwe Kunibert das Brüllen lernte (NR) – Junge Bühne Mainz
- 2013: Pinocchio (NR) – Junge Bühne Mainz
- 2013: Satoe – Gesegnete Heimat (HR) – On Tour u. a. Nationaltheater Mannheim
- 2013: Woyzeck (NR) – Junge Bühne Mainz
- 2014: Stage Diving (HR) – Maxim Gorki Theater Berlin, Studiobühne
- 2014: Pinocchio (NR) – Junge Bühne Mainz
- 2014: Hexennacht in Bondingor (HR) – Junge Bühne Mainz
- 2014: Die Märchenküche (NR) – Junge Bühne Mainz
- 2014: Das kunstseidene Mädchen (NR) – Junge Bühne Mainz
- 2015: Ein Sommernachtstraum (HR) – Junge Bühne Mainz
- 2015: Das Dschungelbuch (NR) – Junge Bühne Mainz
- 2016: Woyzeck (NR) – Wiedereinstudierung in neuer Besetzung, Junge Bühne Mainz
- 2016: Der Sturm (HR) – Junge Bühne Mainz
- 2017: Reigen (NR) – Junge Bühne Mainz
- 2017: Alice im Wunderland (NR) – Junge Bühne Mainz
- 2018: Frühlings Erwachen (NR) – Junge Bühne Mainz
- 2018: Die Räuber (HR) – Junge Bühne Mainz
- 2019: Kabale und Liebe (NR) – Junge Bühne Mainz
- 2019: Die kleine Meerjungfrau (NR) – Junge Bühne Mainz
- 2020: Peter Pan (HR) – Junge Bühne Mainz
- 2021: Der kleine Prinz (diverse NR) – Junge Bühne Mainz

### Regisseur
- 2011: Drachengasse 13 – Junge Bühne Mainz
- 2011: Helden! – Junge Bühne Mainz
- 2012: Frühlings Erwachen – Junge Bühne Mainz
- 2012: Wie der kleine Löwe Kunibert das Brüllen lernte – Junge Bühne Mainz
- 2013: Drachengasse 13 – Teil 2 – Junge Bühne Mainz
- 2013: Pinocchio – Junge Bühne Mainz
- 2013: Woyzeck – Junge Bühne Mainz
- 2014: Hexennacht in Bondingor – Junge Bühne Mainz
- 2014: Die Märchenküche – Junge Bühne Mainz
- 2014: Das kunstseidene Mädchen – Junge Bühne Mainz
- 2015: Ein Sommernachtstraum – Junge Bühne Mainz
- 2015: Das Dschungelbuch (in Co-Regie mit Constantin Heller) – Junge Bühne Mainz
- 2016: Woyzeck – Wiedereinstudierung in neuer Besetzung, Junge Bühne Mainz
- 2016: Der Sturm – Junge Bühne Mainz
- 2017: Reigen – Junge Bühne Mainz
- 2017: Alice im Wunderland – Junge Bühne Mainz
- 2018: Frühlings Erwachen – Junge Bühne Mainz
- 2018: Die Räuber – Junge Bühne Mainz
- 2019: Kabale und Liebe – Junge Bühne Mainz
- 2019: Die kleine Meerjungfrau – Junge Bühne Mainz
- 2020: Peter Pan – Junge Bühne Mainz (Co-Regie: Eva-Maria Felka)
- 2021: Der kleine Prinz – Junge Bühne Mainz (gemeinsam mit Eva-Maria Felka)

## Werke
- 2010: Wie der kleine Löwe Kunibert das Brüllen lernte – Kinderstück
- 2011: Frühlings Erwachen – Neue Spielfassung basierend auf dem gleichnamigen Drama von Frank Wedekind
- 2011: Helden! – Jugendstück, geschrieben gemeinsam mit Verena Gerlach
- 2013: Pinocchio – Kinderstück nach Carlo Collodi
- 2014: Die Märchenküche – Schauspiel für Kinder, Jugendliche und Erwachsene
- 2015: Das Dschungelbuch – Theaterstück nach Rudyard Kipling
- 2016: Das zweite Dschungelbuch – Theaterstück nach Motiven der gleichnamigen Geschichtensammlung von Rudyard Kipling
- 2017: Alice im Wunderland – Theaterstück nach den Erzählungen von Lewis Carroll
- 2018: Aladin und die Wunderlampe – Theaterstück basierend auf einem orientalischen Märchen
- 2019: Die kleine Meerjungfrau – Theaterstück nach dem Märchen von H.C. Andersen
- 2020: Peter Pan – Theaterstück frei nach Motiven von J.M. Barrie
- 2021: Der kleine Prinz – Bühnenfassung nach dem Buch von Antoine de Saint-Exupéry

## Auszeichnungen
- 2012: Kultursommer Rheinland-Pfalz (Förderung der Produktion „Frühlings Erwachen“, Junge Bühne Mainz)
- seit 2012: regelmäßige Einladung von Inszenierungen zum renommierten Mainzer Kinder-Theater-Festival (2012: „Der kleine Löwe Kunibert“, 2013: „Pinocchio“, „Drachengasse 13“, 2014: „Die Märchenküche“, 2015: „Das Dschungelbuch“, „Das kunstseidene Mädchen“, 2016: „Das zweite Dschungelbuch“, 2017: „Alice im Wunderland“, 2018: „Aladin und die Wunderlampe“, „Frühlings Erwachen“)
- 2013: Hauptstadtpreis für Integration und Toleranz: die Sonderpreisträgerin Hatice Akyün erwählte als Projekt die Theaterproduktion „Satoe – Gesegnete Heimat“ (von Label Noir Berlin in Zusammenarbeit mit dem Staatstheater Mainz)
- 2017: Einladung zur Kunstbiennale „3x klingeln!“ mit der Theaterproduktion „Reigen“ von Junge Bühne Mainz